# English Teacher
English Teacher — британський інді-рок гурт з Лідса, створений у 2020 році.

## Історія
22 квітня 2022 року гурт English Teacher випустив дебютний мініальбом Polyawkward на лейблі Nice Swan Records. Альбом був включений до списку 100 дебютних міні-альбомів музичного журналу New Musical Express, журнал описав його як «грайливий, але вишуканий» реліз, у якому «лють і веселощі перетинаються».
У листопаді 2023 року гурт English Teacher з’явився на музичному телешоу Later... with Jools Holland.
Їхня пісня «Nearly Daffodils» була названа журналом Time однією з 10 найкращих пісень 2023 року.
У січні 2024 року гурт English Teacher анонсував свій дебютний альбом, This Could Be Texas, який вийшов 12 квітня.
Сайт Guitar.com, який є частиною сингапурської компанії BandLab Technologie, назвав їх «найпопулярнішим новим гітарним гуртом 2024 року».

## Склад гурту
- Лілі Фонтейн (Lily Fontaine) — вокал,
- Льюїс Вайтінг (Lewis Whiting) — гітара,
- Дуглас Фрост (Douglas Frost) — барабани,
- Ніколас Іден (Nicholas Eden) — бас.[7]

## Дискографія
Мініальбоми
- Polyawkward (22 квітня 2022 року, Nice Swan Records)

Альбоми
- This Could Be Texas (12 квітня 2024 року)